# سيدي عمران
سيدي عمران هي إحدى بلديات دائرة جامعة بولاية المغيرالجزائرية.

## الجغرافيا

### الموقع الجغرافي
يحد بلدية سيدي عمران كل من:
- شمالا: بلدية جامعة
- جنوبا: بلدية سيدي سليمان دائرة المقارين ولاية تقرت
- شرقا: بلدية المنقر ولاية تقرت
- غربا:بلدية المرارة

### التضاريس
- بحيرة عياطة لطيور المهاجرة

## أحياء و قرى البلدية
- حي البرج
- حي المنظر الجميل
- حي الشهداء
- حي الحرية
- حي المجاهدين
- قرية الزاولية
- قرية الشمرة
- قرية تمرنة الجديدة
- قرية المنصورة
- قرية تمرنة الشرقية
- قرية عين الشوشة
- تمرنة